# Social lending
Per social lending (da to lend = prestare, noto anche in inglese come peer-to-peer lending, spesso abbreviato in P2P lending e in italiano come prestito tra privati) si definisce un prestito personale erogato da privati ad altri privati su Internet. Ha luogo sui siti di aziende di social lending, senza passare quindi attraverso i canali tradizionali rappresentati da società finanziarie e banche.

## Panoramica
Questa forma di prestito è riconducibile ai prestiti personali non finalizzati, una delle tipologie più utilizzate di credito al consumo che, in quanto tali, non prevedono garanzie a protezione del prestatore contro il rischio di default.
Con il social lending, chi presta denaro e chi lo riceve mediamente percepisce o paga una quota di interessi più favorevole rispetto a quella proposta dalle istituzioni finanziarie tradizionali. Ciò è possibile perché i costi di intermediazione sono ridotti, in quanto il prestatore e il richiedente (il contraente del prestito) vengono messi in relazione diretta e le aziende intermediarie, operando su web con servizi altamente automatizzati, hanno costi ridotti.
Ad ogni richiedente viene assegnato un rating, cioè un livello di affidabilità, interrogando le centrali rischi private, in modo del tutto simile a quanto fanno banche e finanziarie. Più il livello è scadente e più i tassi di interesse per i prestatori sono alti per compensare il rischio. Il prestito viene erogato dopo un'analisi della documentazione fornita dal richiedente a controprova di quanto dichiarato online. Al suo ammontare contribuiscono centinaia di prestatori, ognuno con una quota e un tasso, specifico e fisso, calcolato come media ponderata dei tassi richiesti dai singoli prestatori. Il richiedente restituisce il prestito con una rata mensile, normalmente per addebito diretto su conto corrente bancario ed è poi compito dell'intermediario di social lending ridistribuire la rata ai prestatori secondo la quota capitale e la quota interessi spettante.  In caso di morosità di uno o più richiedenti, la società intermediaria attiva i programmi di recupero credito a nome di tutti i prestatori coinvolti.
I prestatori partecipano al prestito mettendo in offerta il denaro, in una delle due modalità tipicamente proposte dall'intermediario: l'asta al ribasso in cui i prestatori competono tra loro per partecipare al prestito o il tasso fisso stabilito dall'intermediario. Per mitigare il rischio il prestatore può scegliere le tipologie di rischio del richiedente e diversifica l'investimento, ossia non presta mai la somma offerta ad un singolo richiedente ma essa viene suddivisa su decine di richiedenti diversi. In alcuni casi le piattaforme di social lending offrono la possibilità ai prestatori di cedere i propri crediti ad altri prestatori, in una sorta di mercato secondario, per rientrare rapidamente dall'investimento in caso di necessità.
Le aziende di social lending sono società for profit: generano il proprio fatturato con una commissione percepita dai richiedenti al momento dell'erogazione del prestito e una commissione percepita dai prestatori per il servizio, tipicamente su base annuale e in percentuale sugli importi in prestito o sugli interessi percepiti.
Da un punto di vista legale sia il prestatore che il richiedente stipulano un contratto concluso a distanza con l'azienda di social lending. In particolare il richiedente si riconosce debitore di n prestatori, ognuno identificato dal suo nickname (solo l'azienda conosce le identità reali, prestatori e richiedenti si conoscono tra loro via nickname).
Il prestito erogato dal prestatore non è protetto da garanzie nel caso di default del richiedente. In caso di fallimento dell'azienda di social lending, il denaro del prestatore è protetto dalle azioni dei creditori dell'azienda stessa e la restituzione delle rate residue prosegue a cura della procedura fallimentare.

## Ruolo dell'intermediario
Le società di social lending si fanno carico di:
- mettere a disposizione una piattaforma che abbina le richieste di prestito fatte online dai richiedenti con le offerte dei prestatori, formulate secondo criteri da loro scelti;
- sviluppare modelli di credito che includono le griglie creditizie di accettazione dei richiedenti e il pricing;
- verificare l'identità del richiedente, il suo conto bancario, la sua attività e il suo reddito;
- verificare il merito creditizio del richiedente interrogando le centrali rischi private e filtrando i richiedenti al di sotto di una soglia stabilita;
- gestire i flussi di pagamento al momento dell'erogazione del prestito (dai prestatori al richiedente) e durante il rimborso del prestito (dal richiedente ai prestatori, sotto forma di rata ridistribuita ai prestatori nelle quote capitali e interessi di spettanza);
- assistere i richiedenti durante il periodo del prestito, ad esempio per l'estinzione anticipata del prestito e, nel caso di ritardo nei pagamenti, intraprendere tutte le azioni necessarie verso di loro a tutela dei prestatori;
- assicurare la compliance alle normative vigenti;
- ricercare nuovi prestatori e richiedenti con azioni di marketing.

Lo sviluppo della base clienti è fondamentale per assicurare la redditività e quindi la sostenibilità delle società di social lending: tipicamente la curva di crescita dei prestiti erogati è lenta nei primi anni per la novità del fenomeno per poi impennare, come testimonia l'andamento di Lending Club,  società USA leader a livello mondiale.
Altrettanto importante è mantenere i tassi di default entro limiti accettabili in modo che il guadagno dei prestatori rimanga per loro soddisfacente: eccessi di default allontanano i prestatori, bloccando di fatto il meccanismo del social lending.

## Evoluzione del social lending
Il social lending è di matrice anglosassone ed è stato per primo introdotto in Gran Bretagna da Zopa nel marzo 2005. Si è sviluppato prevalentemente negli Usa e in Europa, con una forte presenza anche in Cina, ed è decollato dopo la crisi finanziaria del 2008 e la successiva stretta del credito superando il miliardo di dollari di prestiti erogati durante il 2012. Accanto al social lending si è sviluppato anche il filone della microfinanza via web, in cui si finanziano senza interessi i progetti di microimprenditori in tutto il mondo. Attualmente queste due tipologie di prestito via Internet sono classificate nell'ambito del crowdfunding  come piattaforme lending.
Il social lending si sta affermando come canale alternativo di credito, la cui potenzialità è testimoniata dall'ingresso di Google nel capitale di Lending Club.